# Grenaa Kraftvarmeværk
Grenaa kraftvarmeværk var et kraftvarmeværk på Kalorievej 11 i Bredstrup industriområde nordøst for Grenaa, øst for Aarhus i Danmark. Anlægget udnyttede op til 90% af energien i de fossile brændstoffer, ved at spildvarmen også bruges til levering af fjernvarme. I 2012 solgte DONG Energy værket til Verdo, som lukkede det i 2018 og afleverede det til Grenaa Varmeværk.
Brændselskilden var kul eller biomasse i form af halm. Kraftvarmeværket producerede 18 MW elektricitet og 60 MJ/sek fjernvarme. Anlægget havde ca. 25 ansatte.
Grenaa Varmeværk leverer 146 GWh/år fjernvarme til byens 5.650 forbrugere fra træflis, sol og el.
Flisværket startede på Bredstrupvej 42 i 2018, og forsyner 3/4 af varmen. Ved siden af står tre sol-energianlæg på den gamle BASF grund; et 30.000 m2 solvarmeanlæg til 10% af fjernvarmen, og et 5 MW og et 6,6 MW solcelleanlæg som laver strøm. Desuden fås varme fra en 4,6 MW varmepumpe.
Der planlægges en 10 MW elkedel til 2025. Såfremt myndighederne ændrer varmeforsyningsloven, kan varmeværket bruge 30 grader overskudsvarme fra genboen Gærfabrikken til at forsyne 1/6 af byens varmebehov og spare 7000 tons træflis.